# 나기정 (오카야마현)
나기정(일본어: 奈義町)은 일본 오카야마현 북동부에 있고 돗토리현과 접하는 가쓰타군의 정이다.
북부에는 정의 심볼이며 정명의 유래가 된 나기산이 우뚝 솟아 있다.

## 지리
주고쿠 산지에 위치해 대부분이 산림이며 남부는 니혼바라 고원으로 불리는 고원이 있고 육상자위대 니혼바라 주둔지와 그 연습장이 있다. 태풍철에는 히로토카제(広戸風)로 불리는 강풍이 산지에서 불어 온다. 먼 옛날에 이곳은 얕은 바다였기 때문에 "비카리아"로 불리는 조개 화석이 출토된다.

## 역사
- 1955년 2월 - 기타요시노촌·도요타촌·도요나미촌 등 3촌이 합병하여 정으로 승격해 나기정이 되었다.
- 1961년 - 육상자위대 주둔지를 유치했다.

## 교통

### 도로
- 국도 제53호선